# Erhard Gorys
Erhard Gorys (* 8. April 1926 in Breslau; † 13. Dezember 2004 in Bünde) war ein deutscher Autor und Kunsthistoriker.

## Leben und Wirken
Nach seinem Studium der Kunstgeschichte und Rechtswissenschaften an den Universitäten Cambridge und Göttingen und einer kurzen Phase als Verleger arbeitete Erhard Gorys bei der Post, wo er zuletzt in Krefeld eine leitende Position innehatte. Seine Leidenschaft galt aber dem Schreiben. Dabei konzentrierte er sich auf das Verfassen von Ratgebern, Kochbüchern und Kunst-Reiseführern.
Unter dem Begriff Gorys wurde das Buch Das neue Küchenlexikon bekannt. Es gilt mit seinen 8500 Stichwörtern als eines der umfangreichsten deutschsprachigen Lexika im kulinarischen Bereich. Gorys erhielt für dieses Buch die Silbermedaille der Gastronomischen Akademie Deutschlands. 

## Schriften

### Belletristik
- Kasper auf Schatzsuche und andere lustige Kaspergeschichten. Erzählungen. J.F. Schreiber, Eßlingen 1972 (zusammen mit Gudrun Lehmann).

### Allgemeine Ratgeber
- Rund um den Brief. Hörhold, Hildesheim 1957.
- Ich spiele Karten. 5. Aufl. Fackelverlag, Stuttgart 1975.
- Schach und 25 andere Brettspiele. Eine gründliche Einführung mit 107 Zeichnungen. 3. Aufl. Fackelverlag, Stuttgart 1975, ISBN 3-87220-081-X (früherer Titel: Ich lerne Schach und 25 weitere Brettspiele).
- Rätsellexikon. Neuaufl. Xenos VG, Hamburg 1982, ISBN 3-8212-1303-5.
- Handbuch der Archäologie. Ausgrabungen und Ausgräber, Methoden, Begriffe. Weltbildverlag, Augsburg 1989, ISBN 3-89350-120-7 (zusammen mit Christel Gorys; früherer Titel: Kleines Handbuch der Archäologie).
- Das Buch der Spiele. Über 500 Freizeitspiele für Erwachsene. Dausien, Hanau 1988, ISBN 3-7684-4723-5.
- Lexikon der Heiligen. 8. Auflage. dtv, München 2012, ISBN 978-3-423-34149-3.

### Kulinarische Literatur
- Ich kenne alle Getränke. 6. Auflage, Fackelverlag, Stuttgart 1958.
- Die Kunst, eine Speisekarte zu lesen. ein vergnüglicher Wegweiser durch die Speisekarte von Aal à la flamande bis Zwiebelsuppe. Wancura, Wien 1964.
- Pasteten, Pastetchen. Heimeran, München 1965.
- Wir Saucenköche. Heimeran, München 1967.
- Zwiebelring und Knoblauchzeh. Gerichte mit Zwiebeln, Knoblauch und Poree. BLV, München 1987, ISBN 3-405-13431-5 (Nachdruck der Ausgabe: Heimeran, München 1968).
- Die Kunst, Zigarren zu rauchen. dtv, München 1998, ISBN 3-423-36076-3 (Nachdruck der Ausgabe: Heimeran, München 1969).
- Von Apfelleber bis Zungenragout. Feinschmeckergerichte aus Innereien. Heimeran, München 1969.
- Delikatessen, delikat Essen. Lukullische Spezialitäten und exotische Schlemmereien aus aller Welt. Mary Hahn, München 1972 (Nachdruck der Ausgabe Wien 1967).
- Kalte Küche leicht und schnell. Heyne, München 1977, ISBN 3-453-40210-3 (Nachdruck der Ausgabe: Heimeran, München 1972).
- 200x Steak. Das Steak, Favorit der modernen Gourmets, mit der Vielzahl seiner Varianten. 7. Auflage, Heyne, München 1982, ISBN 3-453-40120-4.
- Getränke aus aller Welt. Gemixt und pur. Xenos, Hamburg 1988, ISBN 3-8212-0795-7.
- Das neue Küchenlexikon. Von Aachener Printen bis Zwischenrippenstück. Illustrationen: Peter Schimmel. 13. Auflage, dtv, München 2011, ISBN 978-3-423-36245-0.

### Reiseführer und Bildbände
- Türkei. Walter, Olten 1987, ISBN 3-530-27451-8 (zusammen mit Christel Gorys).
- Marokko. Artemis & Winkler, München 1988, ISBN 3-7608-0800-X.
- Moskau und Leningrad. Kunst und Geschichte der beiden Metropolen, des „goldenen Ringes“ und Nowgorods. DuMont, Köln 1989, ISBN 3-7701-1689-5.
- Nordspanien zwischen Pyrenäen und Atlantikküste. Der Weg nach Santiago de Compostela. Artemis & Winkler, München 1991, ISBN 3-7608-0805-0.
- Prag. Bruckmann, München 1991, ISBN 3-7654-2414-5 (illustriert von Roman Soumar).
- Tschechoslowakei. Kunst, Kultur und Geschichte im Herzen Europas. DuMont, Köln 1992, ISBN 3-7701-2252-6.
- Thüringen. Artemis & Winkler, München 1992, ISBN 3-7608-0819-0.
- Kenia, mit nördlichem Tansania. Bruckmann, München 1993, ISBN 3-7654-2625-3.
- Tschechische Republik. Kultur, Landschaft und Geschichte in Böhmen und Mähren. DuMont, Köln 1994, ISBN 3-7701-2844-3.
- Litauen und Königsberg. Stadtkultur und historische Landschaften am Baltischen Meer. DuMont, Köln 1996, ISBN 3-7701-2695-5.
- El Camino. Der Jakobsweg nach Santiago de Compostela. Knecht, Frankfurt/M. 2000, ISBN 978-3-7820-0817-4.
- Zu Gast in Klöstern. dtv, München 2000, ISBN 3-423-36171-9.
- Heiliges Land. Ein 10 000 Jahre altes Kulturland zwischen Mittelmeer, Rotem Meer und Jordan. 7. Aufl. DuMont, Köln 2009, ISBN 978-3-7701-6608-4 (zusammen mit Andrea Gorys).